# Лиллевере, Айвар
Айвар Лиллевере (23 января 1962, Пылтсамаа, Эстонская ССР, СССР) — советский и эстонский футболист. Ныне — футбольный тренер.

## Спортивная карьера
Воспитанник ДЮСШ г. Вильянди, тренер — Лео Ира. В советское время играл за команду «Вильянди Линнамеэсконд», выступавшей в первенстве Эстонской ССР. После обретения независимости Эстонии Лиллевере первые два года провёл в Мейстрилиге за «Тулевик». Затем полузащитник уехал в Финляндию. Там в течение трёх лет играл за клуб «Вейкот» (Порво). Вскоре после возвращения на родину Лиллевере начал тренерскую карьеру.

## Тренерская карьера
Начинал свою карьеру Лиллевере в тренерском штабе «Тулевика». В 1999—2000 гг. он был ассистентом Тармо Рюютли в сборной Эстонии. В феврале 2000 года Лиллевере исполнял обязанности главного тренера национальной команды в товарищеских матчах против сборных Финляндии и Таиланда.
В 2000, 2002—2004 гг. специалист возглавлял «Тулевик». С этой командой он доходил до финала кубка страны. В 2009—2011 гг. специалист работал с юношеской сборной Эстонии по футболу. Затем тренер возглавлял резервный состав «Флоры» и входил в тренерский штаб главной команды.
В 2013 году Айвар Лиллевере в третий раз возглавил «Тулевик».

## Достижения
- Финалист Кубка Эстонии (1): 1999/00.